# Hongrie aux Jeux mondiaux de 2017
Cet article contient des informations sur la participation et les résultats de la Hongrie aux Jeux mondiaux de 2017 à Wrocław en Pologne.

## Médailles

### Or
| Sport              | Discipline               | Sportifs             |
| Médailles d'or : 6 |                          |                      |
| Ju-jitsu           | Hommes - Ne-waza Open    | Kristóf Szűcs        |
| Nage avec palmes   | Femmes - 50 m Bi-palmes  | Petra Senánszky (en) |
| Nage avec palmes   | Femmes - 100 m Bi-palmes | Petra Senánszky (en) |
| Nage avec palmes   | Hommes - 400 m Surface   | Denes Kanyo (ru)     |
| Sports aériens     | Vol à voile              | Ferenc Tóth (en)     |
| Tir à l'arc        | Hommes - Arc nu          | István Kakas         |

### Argent
| Sport                  | Discipline               | Sportifs                    |
| Médailles d'argent : 4 |                          |                             |
| Gymnastique aérobic    | Paire mixte              | Dóra Hegyi Dániel Bali (pl) |
| Ju-jitsu               | Hommes - Ne-waza -94 kg  | Kristóf Szűcs               |
| Nage avec palmes       | Femmes - 100 m Bi-palmes | Krisztina Varga             |
| Nage avec palmes       | Hommes - 100 m Bi-palmes | Gergo Kosina (hu)           |

### Bronze
| Sport                                      | Discipline                      | Sportifs |
| Médailles de bronze : 4 (+1 démonstration) |                                 | |
| Nage avec palmes                           | Femmes - 50 m Bi-palmes         | Krisztina Varga |
| Gymnastique aérobic                        | Step mixte                      | Hongrie - Daniel Erdosi - Zsofia Etenyi - Kitti Korosi - Julia Szabo - Boglarka Szenes - Angela Szilvas - Anita Taskai - Dorottya Varga            |
| Gymnastique aérobic                        | Danse mixte                     | Hongrie - Klaudia Bokonyi - Anna Deak - Balazs Farkas (pl) - Dora Hegyi - Zoltan Locsei - Fanni Mazács (pl) - Emese Timea Szaloki - Panna Szollosi |
| Gymnastique aérobic                        | Groupe mixte                    | Hongrie - Dániel Bali (pl) - Balazs Farkas (pl) - Dora Hegyi - Fanni Mazács (pl) - Panna Szollosi                                                  |
| Aviron indoor (dem.)                       | Hommes - 2000 m Toute catégorie | Bendegúz Pétervári-Molnár |